# دیویا بهرتی
دیویا بهرتی یا دیویا بهاراتی(زاده ۲۵ فوریه ۱۹۷۴ — ۵ آوریل ۱۹۹۳) یک هنرپیشه هندی بود که عمدتاً در فیلم‌های تلوگو و هندی بازی می‌کرد. او یکی از پردرآمدترین بازیگران زن سینمای هند در زمان خود بود او به دلیل تطبیق پذیری و زیبایی بازیگری اش مورد توجه قرار گرفت. او دریافت کننده جایزه جایزه فیلم‌فیر و جایزه ناندی است 

## زندگی‌نامه
دیویا بهرتی در بمبئی از والدینی به نام‌های پراکاش بهرتی و میتا بهرتی به دنیا آمد وی یک برادر به نام کونال و یک خواهرناتنی به نام پونام، از ازدواج اول پدرش، داشت. وی به زبان‌های هندی، انگلیسی و ماراتی تسلط کامل داشت. دیویا در دبیرستان مانکجی کوپر در جاهو بمبئی تحصیل نمود. او رقص و اجرای نمایش را در ۱۴ سالگی فراگرفت. در سال ۱۹۸۸ با «ناندو تولانی» کارگردان برای بازی در فیلم Gunahon Ka Devta قرارداد امضا کرد اما بازی در این فیلم لغو شد. در سال ۱۹۹۲ به نام "ساجید نادیادو الا " تهیه‌کننده ازدواج نمود و به اسلام گروید و نامش را به "سانا نادیادوالاً تغییر داد. در بین سال‌های ۱۹۹۲ تا ۱۹۹۳ در بیش از ۱۴ فیلم سینمایی به ایفای نقش پرداخت و رکوردی برای یک بازیگر تازه‌کار به‌شمار می‌رفت. در ۵ آوریل ۱۹۹۳ دیویا بهرتی از پنجره بالکن آپارتمانش در طبقهٔ پنجم مجتمع تولسی واقع در وِرسووا، بمبئی سقوط کرد، همسایگانش دور جسد او جمع شدند و او را با آمبولانس به بخش اورژانس بیمارستان کوپر منتقل کردند، با این وجود پزشکان نتوانستند جان او را نجات دهند. علت مرگش جراحات سر و خونریزی داخلی اعلام شد. پیکر وی در روز ۷ آوریل ۱۹۹۳ در Vile Parle crematorium بمبئی خاکستر شد. پروندهٔ مرگ مرموز او در سال ۱۹۹۸ میلادی بدون کشف هیچ گونه سرنخی بسته شد و پلیس بمبئی آن را برای همیشه مختومه اعلام کرد. دو فیلم او چندماه پس از مرگش همچنان فیلمبرداری شد و قرار بود فیلم مستندی دربارهٔ دیویا بهرتی تحت عنوان "عشق پشت مرزهاً ساخته شود که بنا به دلایل نامعلومی ساخت آن متوقف گردید

## فیلم‌شناسی
| سال  | عنوان                | نقش            | بازیگر نقش مقابل     | جوایز و افتخارات |
| ---- | -------------------- | -------------- | -------------------- | ---------------- |
| ۱۹۹۰ | دختر ماه             | سوریا          |                      |                  |
| ۱۹۹۰ | شاه بابیلی           | رانی           |                      |                  |
| ۱۹۹۱ | مونتاژ پرسروصدا      |                |                      |                  |
| ۱۹۹۱ | آلودو پر سر و صدا    | رخا            |                      |                  |
| ۱۹۹۱ | Naa Ille Naa Swargam | لالیتا         |                      |                  |
| ۱۹۹۲ | جهان                 | کوسم           | سانی دیول            |                  |
| ۱۹۹۲ | دل چه گناهی دارد     | شالینی/ سیما   |                      |                  |
| ۱۹۹۲ | میدان عدالت          | میتیلی         |                      |                  |
| ۱۹۹۲ | شعله و شبنم          | دیویا          | گوویندا              |                  |
| ۱۹۹۲ | جان سه پیارا         | شارمیلا        | گوویندا              |                  |
| ۱۹۹۲ | چیتما موگودو         | چیتما          |                      |                  |
| ۱۹۹۲ | دیوانه               | کاجال/ سونو    | ریشی کاپور شاهرخ خان |                  |
| ۱۹۹۲ | بالوان               | دیپا           | سونیل شتی            |                  |
| ۱۹۹۲ | این فقط قلب است      | بهاراتی        | جکی شروف             |                  |
| ۱۹۹۲ | دشمن زمانه           | سیما           | آرمان کوهلی          |                  |
| ۱۹۹۲ | آهنگ                 | نها            |                      |                  |
| ۱۹۹۲ | قلب حقیقت را می‌داند  | لیلا/ ستاره    | شاهرخ خان            |                  |
| ۱۹۹۳ | جنگجویان             | تانوی          | سانجی دات            |                  |
| ۱۹۹۳ | رنگ                  | کاجال مالهوترا | کمال سادانا          |                  |
| ۱۹۹۳ | تولی مددو            |                |                      |                  |
| ۱۹۹۳ | شطرنج                | رنو            | جکی شروف             |                  |